# Sabrina Ouazani
Pour les articles homonymes, voir Ouazzani.
Sabrina Ouazani, née le 6 décembre 1988 à Saint-Denis (Île-de-France), est une actrice et réalisatrice française.
Elle est révélée par le scénariste et réalisateur Abdellatif Kechiche : après avoir fait partie de la distribution de L'Esquive (2004), elle apparaît dans La Graine et le Mulet (2007).
Par la suite, elle tient des seconds rôles dans les drames sociaux acclamés par la critique : Des hommes et des dieux (2010), La Source des femmes (2011), Inch'Allah (2012), Le Passé (2013), L'Outsider (2016).
Mais c'est dans des comédies qu'elle s'impose : après une apparition remarquée dans le succès Tout ce qui brille (2010), elle décroche des premiers rôles féminins : De l'autre côté du périph (2012), Mohamed Dubois (2013), Pattaya (2016), Ouvert la nuit (2017), Demi-sœurs (2018), Taxi 5 (2018) et Jusqu'ici tout va bien (2019).
Côté drames, elle redevient tête d'affiche pour le film d'auteur Qu'Allah bénisse la France (2014), de et avec Abd Al Malik, puis pour le film de danse Break (2018).

## Biographie

### Révélation précoce

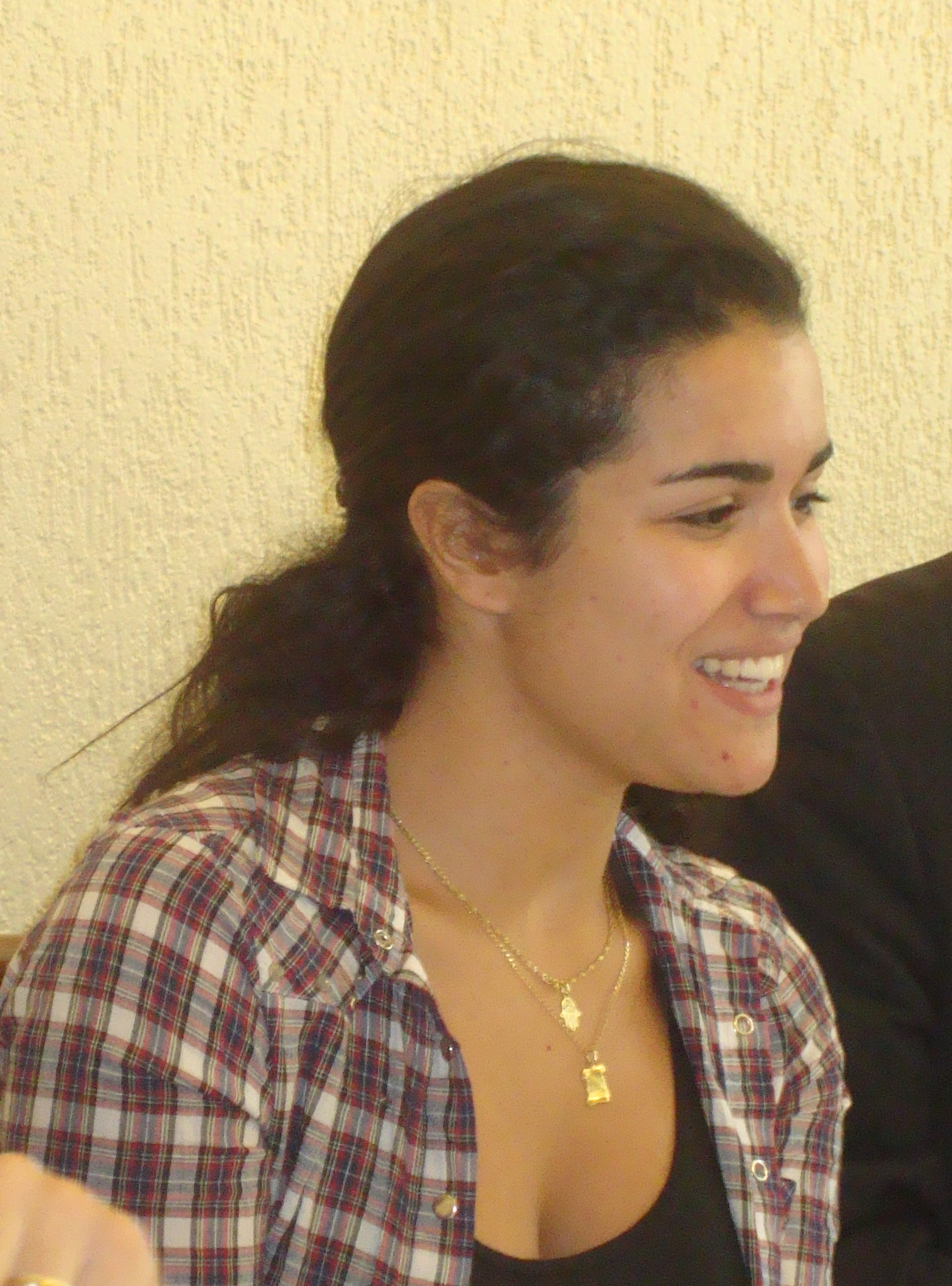
L'actrice à la Courneuve, en mai 2010.

Née de parents algériens installés en France depuis 1984, Sabrina Ouazani est la deuxième d'une fratrie de trois enfants (un frère aîné Djamel, né en 1986, et une jeune sœur Sarah, née en 1995),.
Inscrite par sa mère à l'audition de l'Esquive, Sabrina Ouazani est retenue par le réalisateur Abdellatif Kechiche qui tourne ce film dans le quartier du Franc-Moisin, à quelques centaines de mètres de sa cité de résidence, l'immeuble Balzac du quartier des 4000 à la Courneuve. Pour ce premier rôle, elle est nommée pour un César du meilleur espoir féminin en 2005.
Elle passe un bac économique et social et une licence d'histoire, mais ne poursuit pas son projet d'entrer dans une école de journalisme car accaparée par le cinéma. Depuis 2012, elle pratique les arts du cirque.

### Reconnaissance

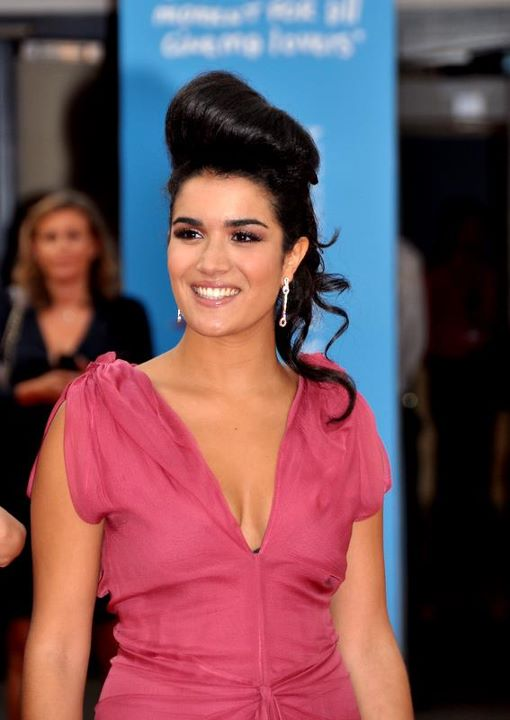
Sabrina Ouazani au Festival du cinéma américain de Deauville 2011.

Elle poursuit avec des films d'auteur remarqués : en 2009 le drame Adieu Gary, écrit et réalisée par Nassim Amaouche, avec Jean-Pierre Bacri, en 2010 le thriller psychologique Des hommes et des dieux, de Xavier Beauvois et en 2011 la comédie dramatique La Source des femmes, de Radu Mihaileanu avec Leïla Bekhti.
Parallèlement, elle s'illustre dans la première réalisation de Géraldine Nakache et Hervé Mimran, Tout ce qui brille, le succès surprise du long-métrage en 2010, où elle côtoie de nouveau Leïla Bekhti. Dans la foulée, elle obtient des rôles dans des projets plus grand public.
Entre 2012 et 2013, elle tient les premiers rôles féminins de deux comédies populaires : le buddy-movie à la française De l'autre côté du périph, de David Charhon, avec Omar Sy, et la satire sociale Mohamed Dubois, avec Éric Judor dans le rôle-titre.
Elle ne quitte cependant pas le registre dramatique, en jouant un petit rôle dans le drame Le Passé, d'Asghar Farhadi, sélectionné et primé au Festival de Cannes 2013. Pour rejoindre cette distribution composée de Tahar Rahim et Bérénice Bejo, elle a dû convaincre le cinéaste iranien.« Quand j’ai appris qu’Asghar Farhadi faisait un film en France, je me suis dit que c’était maintenant ou jamais. J’étais allée voir son film Une séparation trois fois au cinéma. J’étais complètement fan. Mais Asghar cherchait une jeune fille maghrébine d’une vingtaine d’années non-professionnelle pour interpréter le rôle d’une Iranienne sans papiers fraîchement arrivée en France (...) Il m’a demandé si je savais jouer avec un fort accent iranien. (...) Il fallait bien que je dise la vérité, je ne pouvais que lui promettre de travailler ma diction. Ça a marché. »
De son style de jeu, elle dit : « Je n’aime pas trop répéter pour garder une certaine fraîcheur. Peut-être des restes de ma rencontre avec Abdellatif [Kechiche]. Je n’apprends jamais mes textes. Je les lis deux, trois fois le matin. Mais j’essaye de me renseigner, d’aller à la rencontre des gens quand les sujets sont complexes comme le conflit israélo-palestinien évoqué dans le film Inch’Allah d’Anaïs Barbeau-Lavalette ou la grève du sexe des femmes marocaines dans La Source des femmes. Pour Inch’Allah, je suis allée dans les camps de réfugiés en Cisjordanie, j’ai appris le palestinien ». « Ma première limite je pense et qui m'a posé pas mal de problèmes, pas mal de refus, c'est la nudité. Je t'avoue que je ne suis pas à l'aise avec ça. Donc la nudité, le sexe, en général. Cela vient peut-être de mon éducation ou de là où j'ai grandi. »
En 2014, elle reste fidèle au drame, en tenant des seconds rôles dans le thriller De guerre lasse, porté par Jalil Lespert et Tchéky Karyo ainsi que dans le film historique franco-algérien L'Oranais, écrit et réalisé par Lyes Salem. Mais surtout, elle tient le premier rôle féminin de la première réalisation du chanteur Abd Al Malik, Qu'Allah bénisse la France.
En 2015, elle passe à un cinéma musclé en figurant dans la distribution chorale du remarqué film d'action français Antigang, de Benjamin Rocher, avec Jean Reno. Elle participe aussi à Imagine Paris, l'hommage des youtubeurs à la suite des attentats du 13 novembre.

### Confirmation
En 2016, elle joue dans la comédie potache Pattaya, de Franck Gastambide, l'indépendant Toril de Laurent Teyssier, et tient surtout le premier rôle féminin du thriller financier L'Outsider, de Christophe Barratier, face à Arthur Dupont et François-Xavier Demaison.
Elle possède une voix rauque : « De toute ma vie, jamais on ne m’a dit “Madame” ou ”Mademoiselle” au téléphone. Quand j’étais petite et que j’appelais mon père, j’avais beau prendre les intonations les plus aiguës, on lui annonçait toujours son fils à l’appareil » qui la faisait parfois percevoir comme agressive. En 2016, elle travaille sa diction pour se diversifier, notamment dans le doublage de films d'animations, comme Sahara aux côtés de Reem Kherici, Louane, Omar Sy et Franck Gastambide.
Elle enchaîne avec des comédies, où elle tient chaque fois un second rôle : en 2017, elle forme, avec Édouard Baer et Audrey Tautou le trio central du film à petit budget Ouvert la nuit ; elle seconde Alexandra Lamy et Arnaud Ducret, héros de la comédie romantique L'Embarras du choix.
En 2018, elle retrouve Franck Gastambide pour un second rôle dans sa troisième réalisation, l'attendue comédie d'action Taxi 5. Puis elle partage l'affiche de la comédie Demi-sœurs avec Alice David et Charlotte Gabris. Enfin, elle tient le premier rôle féminin du téléfilm Illettré, face au jeune Kévin Azaïs.
En 2019, elle joue une cadre dans une agence de communication, réticente à revenir dans la banlieue de son enfance, dans le film Jusqu'ici tout va bien de Mohamed Hamidi. En 2020, on la retrouve en footballeuse amateur aux côtés de Kad Merad dans Une belle équipe, de Mohamed Hamidi.
De 2019 à 2023 elle tient le rôle féminin principal dans la série policière atypique et appréciée : Prière d'enquêter. Elle y rencontre un vrai succès populaire en incarnant l'énergique et charmante capitaine de police Elli Taleb, aux côtés de frère Clément (Mathieu Spinosi), un novice cistercien diplômé en histoire et expert en criminologie et en psychologie criminelle. Elle est aussi chargée de famille, à la tête de sa fratrie de trois sœurs adolescentes depuis la mort de leurs parents dans un accident de voiture.

### Vie privée
Elle a été la fiancée du comédien Yasmine Belmadi, décédé en 2009.
Elle est la compagne du réalisateur et acteur Franck Gastambide de 2015 à 2021.

## Filmographie

### Actrice

#### Cinéma
- 2004 : L'Esquive d'Abdellatif Kechiche : Frida
- 2004 : Trois Petites Filles de Jean-Loup Hubert : Lilia
- 2005 : Fauteuils d'orchestre de Danièle Thompson : Rachida
- 2006 : J'attends quelqu'un de Jérôme Bonnell : Farida
- 2007 : Paris de Cédric Klapisch : Khadija, l'apprentie-boulangère
- 2007 : Nuits d'Arabie de Paul Kieffer (lb) : Yamina
- 2007 : La Graine et le Mulet d'Abdellatif Kechiche : Olfa
- 2008 : Tangerine (de) d'Irene von Alberti (de) : Amira
- 2009 : Adieu Gary de Nassim Amaouche : Nejma
- 2010 : Des hommes et des dieux de Xavier Beauvois : Rabbia
- 2010 : Tout ce qui brille de Géraldine Nakache et Hervé Mimran : Sandra
- 2011 : La Source des femmes de Radu Mihaileanu : Rachida
- 2012 : Vole comme un papillon de Jérôme Maldhé : Naila
- 2012 : De l'autre côté du périph de David Charhon : Yasmine
- 2012 : Inch'Allah d'Anaïs Barbeau-Lavalette : Rand
- 2013 : Mohamed Dubois d'Ernesto Oña : Sabrina
- 2013 : Le Passé d'Asghar Farhadi : Naïma
- 2014 : De guerre lasse d'Olivier Panchot : Katia
- 2014 : L'Oranais de Lyes Salem : Nawel
- 2014 : Qu'Allah bénisse la France d'Abd Al Malik : Nawel
- 2015 : Antigang de Benjamin Rocher : Nadia
- 2016 : Pattaya de Franck Gastambide : Lilia
- 2016 : Toril de Laurent Teyssier : Sonia
- 2016 : L'Outsider de Christophe Barratier : Sofia
- 2016 : Maman a tort de Marc Fitoussi : Nadia
- 2017 : Ouvert la nuit d'Édouard Baer : Faeza
- 2017 : L'Embarras du choix d'Éric Lavaine : Sonia
- 2018 : Taxi 5 de Franck Gastambide : Samia Maklouf
- 2018 : Demi-sœurs de Saphia Azzeddine et François-Régis Jeanne : Salma
- 2018 : Break de Marc Fouchard : Lucie
- 2018 : Frères ennemis de David Oelhoffen : Mounia
- 2019 : Jusqu'ici tout va bien de Mohamed Hamidi : Leïla
- 2020 : Une belle équipe de Mohamed Hamidi : Sandra
- 2020 : Mica d'Ismael Ferroukhi : Sophia
- 2022 : Kung Fu Zohra de Mabrouk El Mechri : Zohra
- 2022 : Loin du périph de Louis Leterrier : Yasmine
- 2022 : Les Folies fermières de Jean-Pierre Améris : Bonnie
- 2024 : Kali de Julien Seri : Lisa
- 2024 : Karmapolice de Julien Paolini : Maman
- 2025 : Toutes pour une de Houda Benyamina : Athos
- 2025 : Des jours meilleurs d'Elsa Bennet et Hyppolyte Dard : Alice

#### Courts métrages
- 2005 : Temps morts de Éléonore Weber : Samia
- 2008 : Le Soleil des ternes d'Eric Bu : Zouria
- 2008 : Ça se voit direct de Sara Forestier
- 2009 : L'Année de l'Algérie de May Bouhada : Myriam
- 2010 : Boom Boom de Steve Tran et Sébastien Kong
- 2010 : Strike de Saadi Belgaid
- 2010 : Dom Juan's Street de Jérôme Maldhé : Leila
- 2011 : Haram de Benoît Martin : Leila
- 2011 : La Fille de sa mère d'Eric Bu : Nora
- 2011 : Bye Bye d'Édouard Deluc : Rosa
- 2012 : La Dette d'Ernesto Oña : Yasmine
- 2012 : Fat Bottomed Girls Rule the World de Flora Desprats : Leila
- 2012 : La Place du Maure de Lisa Diaz : Nuria
- 2015 : Under My Skin de Stéphane Caput et Loïc Pottier : Elisa Corone
- 2017 : Celui qui brûle de Slimane Bounia : Ounissa

#### Télévision
- 2005 : Louis Page, épisode Au nom du père de Badreddine Mokrani (série) : Yasmine Toualbi
- 2007 : Reporters, saison 1, épisode 3 de Suzanne Fenn et Ivan Strasburg (série) : Assia
- 2007 : Ravages de Christophe Lamotte (téléfilm) : Radhija
- 2007 : Une histoire à ma fille de Chantal Picault (téléfilm) : Fadela
- 2008 : Garçon manqué de David Delrieux (téléfilm) : Nadia
- 2008 : En attendant demain, d’Ernesto Ona : Zina
- 2009 : Commissaire Magellan, épisode Roman noir de Laurent Lévy (série) : Nadia
- 2010 : Histoires de vies, épisode Tenir tête de Julia Cordonnier (série) : Samra
- 2010 : Marion Mazzano, épisodes L'Enfant de la prison et La Blessure du passé de Marc Angelo (série) : Aïcha Nahit
- 2010 : Les Vivants et les Morts de Gérard Mordillat (série) : Saïda
- 2010 : Frères de Virginie Sauveur (téléfilm) : Farida
- 2011 : Le Chant des sirènes de Laurent Herbiet (téléfilm) : Samia
- 2012 : Passage du désir de Jérôme Foulon (mini série) : Khadija Younis
- 2012 : Rupture mode d'emploi : la série (série) : Samia
- 2013 : Manipulations de Laurent Herbiet (téléfilm) : Philippine Maklouf
- 2014 : Enfin te voilà !, épisode 22 de Nicolas Martinez (série) :
- 2014-2015 : Frères d'armes de Rachid Bouchareb et Pascal Blanchard (série)
- 2018 : Illettré de Jean-Pierre Améris (téléfilm) : Nora Daoud
- 2018-2022 : Plan cœur de Noémie Saglio (série) : Charlotte (rôle principal, 21 épisodes)
- 2019-2023 : Prière d'enquêter de Laurence Katrian (série) : Elli Taleb
- Depuis 2020 : Validé de Franck Gastambide (série) : Inès

#### Doublage
- 2017 : Sahara de Pierre Coré : Alexandra (voix française)
- 2019 : Le Roi lion de Jon Favreau : Shenzi (voix française)

#### Clip
- Hysteric love de Rohff feat Amel Bent

### Réalisatrice
- 2018 : On va manquer ! (court métrage)[13]

## Théâtre
- 2009 : Ruptures de Caroline Nietsweski, Théâtre Montmartre Galabru, Paris[14]
- 2013 : Amour sur place ou à emporter de Noom Diawara et Amelle Chahbi, mise en scène Fabrice Éboué, Théâtre du Gymnase, Paris[15]
- 2019 : Les Justes d'Albert Camus, mise en scène Abd Al Malik, Théâtre du Châtelet, Paris
- 2025 : Le Songe d'une nuit d'été de William Shakespeare, mise en scène Emmanuel Demarcy-Mota, Théâtre de la Ville, Paris

## Distinctions

### Nominations
- César 2005 : César du meilleur espoir féminin pour L'Esquive